# Quitapesares (localidad)
Quitapesares es una localidad española ubicada en el municipio de Palazuelos de Eresma, en la provincia de Segovia, comunidad autónoma de Castilla y León.
Está situada en torno a una homónima finca de propiedad real, en 2023 contaba con una población de 134 habitantes. Quitapesares conforma junto con Carrascalejo, Parque Robledo y Peñas del Erizo el núcleo poblacional de Santa María de Robledo.
En su término se ubicarían los despoblados de origen medieval de Pellejeros al norte y de Rosales al noroeste, en el linde con Carrascalejo.

## Historia

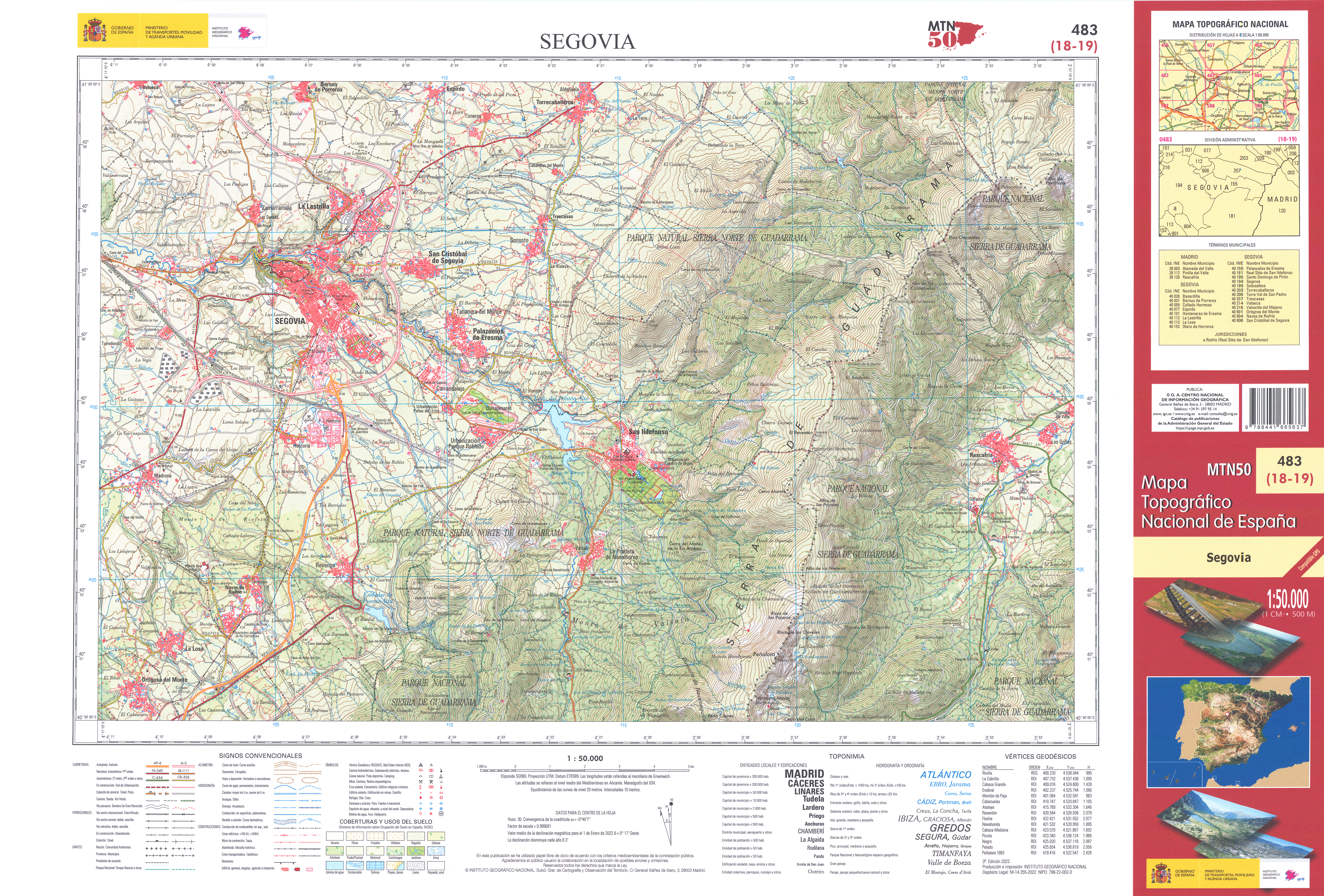
Fragmento de la hoja 483 del Mapa Topográfico Nacional de España de 2022 en el que se representa la localidad de Quitapesares

La finca inicia su vinculación con la monarquía en el reinado de Carlos IV al venir este monarca a cazar a la finca entonces propiedad de Frutos de Álvaro.
El 7 de septiembre de 1832 la finca es comprada por el rey Fernando VII a los herederos de don Frutos de Álvaro, por 14.000 duros. Este rey la regala a su esposa la reina María Cristina de Borbón. El 15 de marzo de 1833 se agregaron a la finca dos terrenos comprados por la reina para mejorar su forma. El principal motivo de la compra de la finca es el tener un nuevo sitio de recreo en las cercanías del Real Sitio de San Ildefonso, donde el matrimonio pasaba parte del verano. Durante sus estancias en el palacio de La Granja de San Ildefonso, los monarcas utilizaban la misma para pasear y recorrer la posesión, volviendo al palacio de La Granja por la noche. Muerto  Fernando VII, la ya conocida como reina gobernadora María Cristina continuó utilizando la finca para su recreo. La posesión viene siendo tradicionalmente recogida por la historiografía como el lugar elegido por la misma para declarar su amor a su futuro marido, y entonces sargento de su guardia de corps, Agustín Muñoz el 18 de diciembre de 1833, contrayendo matrimonio secreto en el palacio real de Madrid, 11 días después, el 28 de diciembre. A finales de ese mes de diciembre de 1833 la casa-palacio se incendió, siendo mandada reconstruir inmediatamente por María Cristina. La finca contaba como empleados por entonces un conserje, un portero y un guarda, aunque solamente residían de forma regular en la quinta, los dos últimos.
Antes de 1845, la reina María Cristina dona la propiedad a su hija segundogénita, la infanta Luisa Fernanda. En 1846, la infanta aportó la finca, junto a otros bienes, como dote en el momento de su matrimonio con el príncipe Antonio de Orleans, duque de Montpensier. En ese momento el valor de la finca fue tasado en 2.854.010 reales de vellón.
En 1855 la finca fue vendida al banquero don José Ojesto Puerto (1801-1871) y después vendida al marido de su hija Feliciana, Agustín Díaz Agüero, II conde de Malladas. A pesar de no ser ya de propiedad real, cazaron en ella Alfonso XII y María de las Mercedes. A principios del siglo XX la finca seguía siendo propiedad de los condes de Malladas, que la utilizaban sobre todo en verano. La finca continúa siendo visitada por las personas de la familia real durante sus estancias en el palacio real de La Granja; siendo en muchas ocasiones el destino de los paseos de los reyes Alfonso XIII y Victoria Eugenia.
Durante la Guerra Civil Española, sirvió de hospital de sangre para las tropas regulares de Marruecos. En 1942 es adquirido por la Diputación de Segovia con destino a sanatorio psiquiátrico.
El 25 de agosto de 1960 un incendió destruyó el pabellón de la Faisanera, que hasta entonces había sido destinado a pabellón de los enfermos denominados como agitados.
En la actualidad la casa principal y sus dependencias, aunque modificadas en relación con su forma original, están ocupadas por el Centro de Servicios Sociales La Fuencisla, de la Diputación de Segovia. En la finca se encuentra enclavado un campo de golf conocido como La Faisanera. El pabellón de la Faisanera fue restaurado e intervenido con una estructura moderna de vidrio oscuro en el patio, como casa club del campo de golf.

## Demografía
Evolución de la población
| Gráfica de evolución demográfica de Quitapesares entre 2000 y 2023                                                          |
| |
| Población residente (2000-2021) según los censos de población del INE. Población según el padrón municipal de 2023 del INE. |

## Transporte

### Autobuses

Plano Metropolitano Segovia donde aparece la línea M8 a su paso por Quitapesares

Al igual que todos los núcleos de población de Palazuelos de Eresma, Quitapesares forma parte de la red de transporte Metropolitano de Segovia que va recorriendo los distintos pueblos de la provincia.
| Línea | Trayecto |
| ----- | --- |
| M8    | Valsaín - Segovia (por Peñas del Erizo - Quitapesares - Parque Robledo - La Granja - La Pradera de Navalhorno - Barrio Nuevo) |